# Zwój nerwowy
Zwój nerwowy – lokalne skupisko ciał komórek nerwowych.

## Bezkręgowce
U bezkręgowców zwoje, zwane też ganglionami, występują zwykle parami. Połączenia między zwojami to spoidła.

## Kręgowce
U kręgowców zwój nerwowy to skupisko ciał komórek nerwowych zlokalizowane poza ośrodkowym układem nerwowym, w obrębie obwodowego układu nerwowego.
Zwoje nerwowe znajdują się między innymi przy korzeniach grzbietowych nerwów rdzeniowych i przy narządach, które są unerwiane (układ autonomiczny).